# Éric Champagne
Éric Champagne, né à Montréal le 22 août 1980, est un compositeur canadien.

## Biographie
Éric Champagne détient une maîtrise en composition de l'Université de Montréal, où il a étudié auprès de Robert Normandeau, François-Hugues Leclair, Michel Longtin et Denis Gougeon. Il a de plus travaillé avec les compositeurs Michel Tétreault, Luis de Pablo, José Evangelista, John McCabe et Gary Kulesha.
Sa musique est régulièrement interprétée à l’international par des ensembles et solistes de renom, dont l'Orchestre Académique de Zurich, l’Orchestre symphonique de Montréal, l’Orchestre symphonique de Québec, l’Orchestre symphonique de Vancouver, l’Orchestre symphonique de Kitchener-Waterloo, l’Orchestre de la Francophonie, l'Orchestre symphonique de l'Estuaire, le National Academy Orchestra of Canada, le Toronto Youth Symphony Orchestra, le McGill Wind Symphony, le University of Oklahoma Wind Symphony, le Quatuor Molinari, le Trio Fibonacci et le quintette à vents Pentaèdre.
Éric Champagne a été compositeur en résidence à la Chapelle historique du Bon-Pasteur de Montréal de 2016 à 2018 ainsi qu’à l’Orchestre Métropolitain de Montréal de 2012 à 2014. Il  collabore régulièrement avec cet ensemble pour divers projets musicaux et pédagogiques. Il s’implique aussi activement dans la diffusion de la musique contemporaine et de la culture en général. Il est l’auteur d’articles, d'entrevues et de critiques publiés dans les revues Circuit, L’Opéra revue québécoise d’art lyrique et La Scena musicale.

## Compositions (liste non exhaustive)
- L’étincelle suffit à la constellation, pour ténor et piano (2007)
- Vers les astres, pour orchestre symphonique (2011)
- Rivières et marées, pour ensemble de flûtes et violoncelle (2013)
- Symphonie no.1, pour orchestre symphonique (2014)
- Cinq mélodies sur des poèmes de Rose Naggar-Tremblay (2021)

## Honneurs
- Prix collégien de musique contemporaine, pour Vers les astres (2012)
- Prix du CALQ-Création de l’année-Montréal, pour la Symphonie no.1 (2015)
- Prix Opus du Compositeur de l’année (2020)[5]